# Megaselia tenuiventris
Megaselia tenuiventris är en tvåvingeart som beskrevs av Schmitz 1927. Megaselia tenuiventris ingår i släktet Megaselia och familjen puckelflugor. Arten har ej påträffats i Sverige. Inga underarter finns listade i Catalogue of Life.